# نديم الياسين
الدكتور نديم أحمد الياسين البجاري (1938 - 31 أغسطس 2022)، هو كاتب وسفير  متقاعد، خدم في السنغال والمغرب والسودان 

## ولادته وحياته
ولد نديم الياسين في مدينة الموصل عام 1938م، وأسرته من الأسر المعروفة في محلة النبي شيت في الموصل. شارك في الإضرابات الطلابية في فترات مختلفة من تاريخ العراق، وحاصل على شهادة الدكتوراه في اللغة العربية من جامعة السوربون في باريس. واعتقل عدة مرات وتعرض إلى الفصل من الوظيفة وسجن في سجن نقرة السلمان أيام العهد الملكي.
انتمى لحزب البعث العربي الاشتراكي وحصل في يوم 12 شباط 1985 على شارة الحزب من قبل الرئيس السابق صدام حسين مع عدد من مناضلي الحزب الذين أمضوا أكثر من 25 عاماً في الحزب. ومثل العراق كسفير في عدد من سفاراته ومنها مصر والسودان وسوريا وفرنسا قبل أن يعين رئيسا لدائرة المراسم في رئاسة الجمهورية العراقية عام 1988 وبقي في منصبه حتى عام 2001 إذ عين سفيراً في المغرب حتى عام 2003. حيث سافر خارج العراق بعد غزو العراق عام 2003.

## من مؤلفاته
كتب عدة مؤلفات ومن كتبهِ المطبوعة الآتي:
- المسألة الكردية، مواقف ومنجزات - طبع في دار الحرية ببغداد سنة 1975.
- أربعون عاماً مع صدام حسين - طبع في دار دجلة للطباعة والنشر بعمان 2021.

## وفاته
توفي نديم الياسين في العاصمة الأردنية عمان يوم الأربعاء الموافق 31 آب 2022.